# Ornithuroscincus inornatus
Ornithuroscincus inornatus — вид сцинкоподібних ящірок родини сцинкових (Scincidae). Ендемік Папуа Нової Гвінеї. Описаний у 2021 році.

## Поширення і екологія
Ornithuroscincus inornatus відомі з типової місцевості, розташованої на північних схилах гори Стронг в провінції Моробе, на висоті 1733 м над рівнем моря.